# Wang Zheng
Wang Zheng (Xian, 14 de dezembro de 1987) é uma atleta do lançamento de martelo chinesa, medalhista olímpica. Seu melhor lance pessoal é de 77,68 metros, alcançado em 29 de março de 2014 em Chengdu, marcou a quebra do recorde asiático.
Ela conquistou a medalha de prata no lançamento de martelo feminino nos Jogos Olímpicos de Verão de 2020 em Tóquio em 3 de agosto de 2021 com seu melhor desempenho da temporada de 77,03 metros.